# Lực lượng Đặc nhiệm hải quân, Quân đội nhân dân Việt Nam

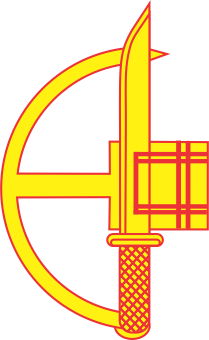
Huy hiệu của Lực lượng Đặc nhiệm hải quân, Quân đội nhân dân Việt Nam

Lực lượng Đặc nhiệm hải quân (còn gọi là đặc công hải quân, đặc công nước, đặc công thủy) là lực lượng đặc biệt tinh nhuệ của Quân chủng Hải quân, Quân đội nhân dân Việt Nam, được huấn luyện để tiến công các mục tiêu thủy của đối phương như: Bến cảng, tàu thủy, v.v. và các mục tiêu chỉ có thể xâm nhập qua đường thủy: Căn cứ biệt lập, căn cứ thủy quân, v.v. So với đặc công bộ thì đặc nhiệm hải quân càng đặc biệt, vì chiến đấu dưới nước khó khăn hơn nhiều so với trên bộ, trang bị và vũ khí cũng khác biệt hơn. Đây là lực lượng đặc nhiệm tinh nhuệ bậc nhất của Hải quân Nhân dân Việt Nam.

## Lịch sử hình thành
Trong cuộc Chiến tranh Đông Dương, các hoạt động trên sông nước của quân Pháp chiếm một phần quan trọng trên chiến trường. Lợi dụng lãnh thổ Việt Nam có bờ biển dài, nhiều sông ngòi, có vùng sông ngòi chằng chịt như miền Tây Nam Bộ, quân Pháp đã bố trí một lực lượng hải quân khá mạnh. Hải quân Pháp tập trung vào 3 hoạt động chủ yếu:
- Dùng tàu thuyền chiến đấu hỗ trợ cho bộ binh đi càn quét
- Đánh phá căn cứ, ngăn chặn tiếp tế, vận chuyển của Việt Minh
- Dùng đường thủy để tiếp hậu cần cho quân Pháp trên đất liền

Để chống lại các hoạt động của Hải quân Pháp, các lực lượng vũ trang của Việt Minh đã cho xây dựng các đội săn tàu Pháp, gồm cả những biệt đội đặc nhiệm hải quân, ở các vùng ven sông, ven biển, sẵn sàng đánh Pháp trên mặt trận sông nước.
Trong chiến dịch Hà-Nam-Ninh (tháng 6 năm 1951), tổ đặc nhiệm do Nguyễn Quang Vinh (thuộc Trung đoàn 36, Đại đoàn 308) chỉ huy dùng thuyền nan chở 300 kg thuốc nổ đánh chìm tàu LCD chở vũ khí của quân Pháp. Đây là trận mở đầu cho cách đánh tàu chiến trên chiến trường Bắc Bộ, tạo tiền đề cho việc nghiện cứu sử dụng đặc nhiệm đánh các mục tiêu tên sông, biển. Ở miền Nam, đầu năm 1949, đội săn tàu Long Châu Sa dùng thủy lôi tự tạo đánh chìm tàu Glycin trên sông Sài Thượng, diệt hàng trăm quân đối phương.
Ở vùng Rừng Sác, vào tháng 9 năm 1950, các đội đặc nhiệm được hình thành từ Trung đoàn 300, hoạt động ở vùng Nhà Bè, Thủ Thiêm xuống Cần Giờ, Soài Rạp. Lực lượng này chiến đấu rất dũng cảm, táo bạo, được gọi là "quân cảm tử", diệt nhiều chỉ huy Pháp và tay sai. Như vậy trong giai đoạn đầu kháng chiến, cùng với cách đánh của đặc công bộ, cách đánh của Đặc nhiệm hải quân cũng bắt đầu phát triển. Dựa trên những tiến bộ của quá trình nghiên cứu cải tiến vũ khí, các địa phương ở Bắc Bộ và Nam Bộ đã tổ chức được một lực lượng chuyên, tinh để đánh tàu, thuyền bằng cách đánh đặc nhiệm.

## Tổ chức
Đặc nhiệm hải quân, còn có phiên hiệu là Đoàn 820, hay Đoàn 2, trước đóng tại Hải Phòng.
Lực lượng đặc nhiệm hải quân hiện nay có Lữ đoàn Đặc công Hải quân 126 đóng tại Thủy Nguyên, Hải Phòng. Tổ chức lữ đoàn gồm:
- Tiểu đoàn Đặc công Hải quân 1
- Tiểu đoàn Đặc công Nhái 2
- Tiểu đoàn Đặc công Hải quân 3
- Tiểu đoàn Đặc công Hải quân 4
- Đại đội Chống khủng bố 10
- Đại đội Trinh sát
- Đại đội Thông tin
- Đại đội Quân y
- Trung đội Hỏa lực
- Trung đội Vệ binh
- Hải đội tàu

### Trang bị hiện nay:
Vũ khí bộ binh:
- Liên Xô PM Súng ngắn 9x18mm gồm các phiên bản PM của Liên Xô, CZ-83 của Tiệp Khắc, Type 54 của Trung Quốc, K59 của Việt Nam
- Liên Xô TT-33 Súng ngắn 7,62x25mm gồm các phiên bản TT của Liên Xô, Type 54 của Trung Quốc, K54 và K14-VN của Việt Nam
- Liên Xô AK-47 Súng trường tấn công 7,62x39mm các phiên bản của nhiều quốc gia
- Liên Xô AKS-47 Phiên bản báng gập của AK-47
- Liên Xô AKM Phiên bản cải tiến của AK-47
- Liên Xô AKMS Phiên bản báng gập của AKM
- Liên Xô APS Súng trường tấn công dưới nước
- Việt Nam M-18 Súng carbine 5,56x45mm Việt Nam cải tiến từ XM177E1
- Liên Xô RPK Súng máy hạng nhẹ 7,62x39mm các phiên bản
- Nga RPD Súng máy hạng nhẹ 7,62x39mm các phiên bản
- Nga PKM/PKMS Súng máy đa chức năng 7,62x54mmR
- Liên Xô SVD Súng bắn tỉa 7,62x54mmR
- Israel IMI Galatz Súng bắn tỉa 7,62x51mm
- Liên Xô RPG-7 Súng chống tăng các phiên bản RPG-7, RPG-7V, RPG-7D (Việt Nam gọi là B41/B41M)
- Trung Quốc Type 69 Súng chống tăng dựa trên RPG-7 (Việt Nam gọi là B69, tuy nhiên hay bị nhầm lẫn với B41)
- Hoa Kỳ M-79 Súng phóng lựu chống bộ binh 40mm
- Hoa Kỳ M203 Súng phóng lựu chống bộ binh 40mm

Phương tiện cơ giới quân sự hỗ trợ:
- Việt Nam Xuồng cao tốc đổ bộ CQ
- Nga Trực thăng vận tải/cứu hộ Mil Mi-171/Mi-17Sh